# 沖繩體育館
沖繩Arena，也暫稱為沖繩市綜合體育館，是一座位於日本沖繩市的室內體育館。本體育館為2023年世界盃籃球賽比賽場館之一。

## 背景

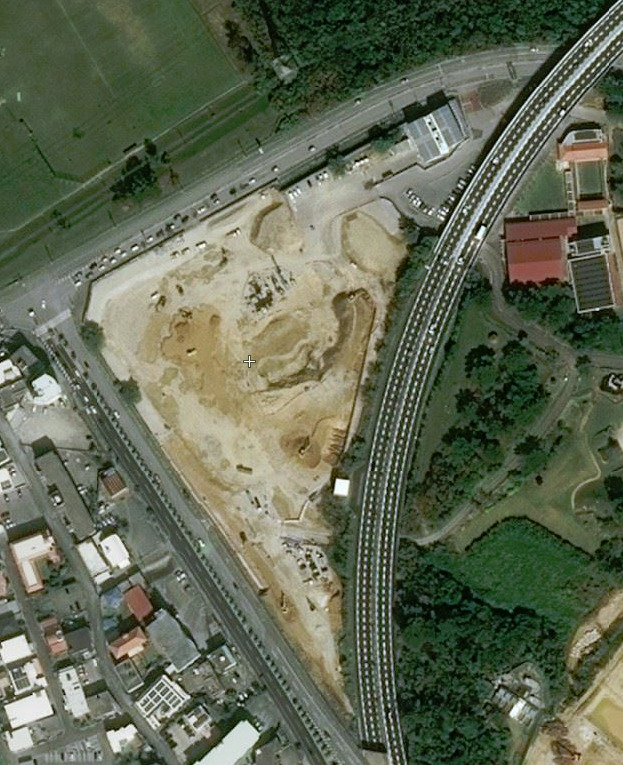
建築工地

早在2015年就制定了興建沖繩體育館的計劃。2016年宣布將在位於Koza運動公園旁邊的沖繩市鬥牛場所在的土地上興建運動場館。2016年7月12日市長桑江朝千夫公佈了可容納10,000人的多功能體育館的總體規劃。體育館將是地上五層的建築，並擁有一座可停放1,000輛汽車的停車場。
沖繩體育館總面積為26,200平方公尺（282,000平方英尺）。包括停車設施在內的總興建成本估計為170億日元。
鬥牛場的拆除計劃於2017年開始，隨後是體育館的興建。動工儀式於2018年9月25日舉行，規劃於2020年9月完工啟用。

## 使用
沖繩體育館規劃成為琉球黃金國王職業籃球隊的主場，也將在沖繩市舉辦重大賽事。
本體育館將是日本在2023年世界盃籃球賽上的唯一場地，該賽事也將和菲律賓、印尼共同主辦。

## 外部連結
- 官方网站  （日語）